# Naftali Bennett
Naftali Bennett (n. 25 martie 1972, Haifa, Israel) (în ebraică: נפתלי בנט) este un om de afaceri și om politic israelian, primul ministru altern al Israelului între 1 iulie 2022 - 29 decembrie 2022, a fost și ministrul cultelor și ministru responsabil cu noile așezări.  
În anii 2021-2022 el a fost primul ministru al Israelului, în fruntea guvernului numit „al schimbării”, format dintr-o coaliție largă stânga-centru-dreapta, incluzând și partidul musulman Lista Arabă Unită. Bennet a fost până în iunie 2022 liderul micului partid de dreapta Yamina și este deputat în Knesset din partea acestui partid. În trecut a îndeplinit funcțiile de ministru al apărării, ministru al învățământului și al economiei în guverne prezidate de Binyamin Netanyahu. În toamna 2022 s-a retras din viața politică.
Bennet a fost liderul partidului Noua dreaptă (Hayamin hehadash -creat în anul 2021) alături de Ayelet Shaked și apoi în 2021-2022 liderul listei de dreapta Yamina („Spre dreapta”) din care acest partid face parte. În trecut a fondat și condus partidul național-religios „Habait Hayehudi” (Vatra evreiască) și a fost membru în mai multe guverne conduse de Binyamin Netanyahu - ministrul învățământului (2015-2019), ministru al economiei și ministru al cultelor (2013-2015) și ministrul apărării al Israelului (noiembrie 2019-martie 2020). La 13 iunie 2021 a devenit prim-ministru al Israelului în fruntea unei coaliții de centru-dreapta-stânga, cu o majoritate fragilă de 61 de deputați (60 pentru și o abținere) votul de încredere al Knessetului.
Bennett a devenit prim-ministru în virtutea acordului cu Yair Lapid, liderul partidului Yesh Atid, în ciuda faptului ca partidul său posedă numai 6 mandate în Knesset. El este cel dintâi evreu religios aflat în fruntea unui guvern israelian. Lapid, potrivit acordului, urmează sa-i succeadă dupa doi ani de guvernare.  
Ca militar în armata regulată și rezervist s-a distins în unități de comando de elită (Sayeret Matkal și Maglan), ajungând la funcții de comandă. A fost apoi un prosper om de afaceri. În 1999 a fost cofondatorul companiei software „Cyota”, pe care ulterior a vândut-o cu 145 de milioane de dolari.De asemenea, a mai fost director general al firmei „Soluto”, care a fost vândută la o sumă estimată la 100–130 de milioane de dolari. În 2006 a intrat în viața politică în cadrul partidului Likud și la recomandarea lui Ayelet Shaked, în 2008 a devenit șef al echipei de lucru a lui Binyamin Netanyahu, care era pe atunci șeful opoziției. L-a acompaniat pe Netanyahu în alegerile pentru conducerea partidului Likud, și a pus la punct, între altele programul partidului în domeniul învățământului.    
În anii 2010-2012 Bennett a deținut funcția de director general al Consiliului „Yesha”, organizația locuitorilor israelieni așezați în Cisiordania.  

## Biografie

### Copilăria și adolescența
Naftali Bennett s-a născut la Haifa in anul 1972 ca fiul mezin dintre cei trei fii ai soților Jim și Myrna Bennett. Părinții erau evrei din San Francisco, Statele Unite, care au emigrat în anul 1967 în Israel, la o lună după Războiul de Șase Zile. Bunicii emigraseră în Statele Unite din Polonia și au emigrat și ei în Israel la bătrânețe. Membri ai familiei din partea mamei, care au rămas în Polonia, au pierit în Holocaust. 
După sosirea lor în Israel, părinții lui Bennett au fost inițial voluntari în kibuțul Dafna, unde au învățat ebraica, și apoi s-au așezat în cartierul Ahuzat Shmuel din Haifa. Jim Bennett, care era misit de profesie, a devenit antreprenor în domeniul construcțiilor, și s-a ocupat, de asemenea, cu strângerea de fonduri pentru Technion, institutul politehnic din Haifa. Myrna Bennett a fost vice director general al programului pentru nordul Israelului al Asociației Americanilor și Canadienilor din Israel.
În vara anului 1973 după ce Myrna Bennett a simțit dificultăți de integrare în Israel, familia s-a întors la San Francisco. Dar de îndată după izbucnirea Războiului de Yom Kipur Jim Bennett, care era în Israel soldat rezervist în forțele de artilerie, a revenit în Israel și a luat parte la luptele pe frontul sirian. El a rămas concentrat mai multe luni, și soția și copilul i s-au alăturat și ei în Israel. În acea perioadă părinții, care în tinerețe au fost membri în comunitatea de evrei reformați Imanu-El din San Francisco, au început un proces de „întoarcere” la ortodoxia religioasă. Naftali însuși a fost crescut în spirit iudaic ortodox modern, după ce în copilărie, a fost trimis la o grădiniță a hasidimilor Habad. Când a ajuns în clasa a doua, din interes de serviciu al tatălui, familia s-a mutat iarăși în Statele Unite, în statul New Jersey, unde a locuit vreme de doi ani. Când Naftali a implinit zece ani, ei s-au întors la Haifa.
Eroii tinereții lui Bennett au fost Meir Har-Tzion, care s-a afirmat prin curajul în combaterea  fedainilor palestinieni în anii 1950, și Yonatan Netanyahu, și el luptător carismatic care a căzut în Operațiunea Entebbe. Ca licean a fost membru al Organizației de tineret a partidului laic de dreapta Tehiya (Partidul Renașterii), iar la vârsta de 14 ani a vizitat prima oară Muntele Templului.
Bennett a învățat la liceul-ieșiva „Yavne” din Haifa și a fost instructor la filiala Karmel a Mișcării sioniste religioase de tineret Bney Akiva. În timpul cursului de ofițeri a renunțat să mai poarte pe cap kippa, calota evreilor religioși. Dar după ce a s-a lovit de acuzațiile vehemente la adresa sionismului religios după asasinarea primului ministru Itzhak Rabin, a hotărât să o poarte din nou.

### Serviciul militar
Bennett si-a inceput serviciul regulat în armata israeliană în august 1990 ca voluntar în comandourile de elită (Sayeret matkal) și a servit ca soldat combatant în unitatea „Ghiora”. După cursul de ofițeri s-a alăturat unității de comando Maglan de sub conducerea lui Tal Russo. A devenit comandant al unei subunități de recunoaștere, iar ulterior a fost comandantul adjunct al comandoului Maglan. În această calitate Bennett a luat parte la misiuni de luptă în sudul Libanului în anii 1982-2000, inclusiv la operațiuniile „Fructele mâniei” (Invey Zaam) și „Năpârlirea șarpelui” (Neshel hanahash)
În timpul Operațiunii „Zid de apărare” (Homat Maghen) în timpul celei de-a Doua Intifade, Bennett, care în viața civilă era director general de companie, s-a întors în Israel și s-a înrolat ca rezervist, participând la luptele cu grupurile înarmate palestiniene din zona Tulkarem. La o zi după ce și-a încheiat activitatea la compania Cyota s-a înrolat pentru a lua parte în 2006 la Al Doilea Război din Liban, în fruntea unei companii anti-tanc de veterani ai unității Maglan, având drept misiune neutralizarea lansatoarelor de rachete din sectorul de vest. Până în anul 2013 Bennet a servit ca rezervist cu gradul de maior într-o funcție de triaj al luptătorilor în comandoul de elită Sayeret matkal

### Studiile și cariera profesională
Bennett a studiat dreptul și business management la Universitatea Ebraică din Ierusalim. La inceput ca student a lucrat într-o grădiniță, apoi în domeniul asigurării calității unor produse de programare, apoi în comercializare în domeniul high tech. În anul 1999 a înființat împreună cu câțiva asociați un start-up numit Cyota în domeniul securității informațiilor, pe care l-a condus până în anul 2005. În acel an a vândut compania societății RSA în schimbul a 145 milioane dolari. Apoi a lucrat ca șef de departament în compania RSA. In septembrie 2009 a fost numit director general al companiei start up Soluto, care a efectuat exit în anul 2013.În calitatea de co-proprietar de acțiuni, Bennett a câștigat din vânzarea companiei mai multe milioane de dolari.
În urma instabilității coaliției guvernamentale evidențiate prin dezertarea și lipsa de solidaritate cu coaliția mai ales din partea a trei dintre deputații partidului său, Yamina, și a unei deputate arabe din partidul Meretz, la 20 iunie 2022 Bennet și-a anunțat demisia din postul de prim ministru, a inițiat împreună cu colegul său de guvernare, Yair Lapid, dizolvarea parlamentului. Lapid i-a succedat ca prim ministru pe o perioadă de tranziție până la alegerile parlamentare din 1 noiembrie 2022. Bennet a demisionat și de la conducerea partidului Yamina in favoarea ministrului de interne Ayelet Shaked. El a îndeplinit, formal, în continuare funcțiile de prim-ministru altern, ministru al cultelor și ministru pentru problemele noilor așezări, până la alegerile parlamentare din noiembrie 2022. Apoi el s-a retras din viața politică.

### Viața privată
Bennett este căsătorit din  anul 1999 cu Ghilat, în trecut cofetară, în prezent monitoare de grupuri de părinți, are patru copii și locuiește în orașul Raanana de la nord de Tel Aviv.